# Kanton Vergt
Der Kanton Vergt war von 1790 bis 2015 ein französischer Wahlkreis im Arrondissement Périgueux, im Département Dordogne und in der Region Aquitanien. Der Hauptort war Vergt, Vertreter im Generalrat des Départements war zuletzt von 2004 bis 2015 Jean-Pierre Saint-Amand. 
Der 16 Gemeinden umfassende Kanton war 238,69 km² groß und hatte 5648 Einwohner (Stand: 1999). 

## Gemeinden
| Gemeinde                  | Einwohner Jahr | Fläche km² | Bevölkerungsdichte | Postleitzahl | Code INSEE |
| ------------------------- | -------------- | ---------- | ------------------ | ------------ | ---------- |
| Bourrou                   | 131 (2013)     | –          | – Einw./km²        | 24110        | 24061      |
| Breuilh                   | 263 (2013)     | –          | – Einw./km²        | 24380        | 24065      |
| Cendrieux                 | 591 (2013)     | –          | – Einw./km²        | 24380        | 24092      |
| Chalagnac                 | 416 (2013)     | –          | – Einw./km²        | 24380        | 24094      |
| Creyssensac-et-Pissot     | 251 (2013)     | –          | – Einw./km²        | 24380        | 24146      |
| Église-Neuve-de-Vergt     | 494 (2013)     | –          | – Einw./km²        | 24380        | 24160      |
| Fouleix                   | 232 (2013)     | –          | – Einw./km²        | 24380        | 24190      |
| Grun-Bordas               | 211 (2013)     | –          | – Einw./km²        | 24380        | 24208      |
| Lacropte                  | 650 (2013)     | –          | – Einw./km²        | 24380        | 24220      |
| Saint-Amand-de-Vergt      | 247 (2013)     | –          | – Einw./km²        | 24380        | 24365      |
| Saint-Maime-de-Péreyrol   | 276 (2013)     | –          | – Einw./km²        | 24380        | 24459      |
| Saint-Michel-de-Villadeix | 317 (2013)     | –          | – Einw./km²        | 24380        | 24468      |
| Saint-Paul-de-Serre       | 264 (2013)     | –          | – Einw./km²        | 24380        | 24480      |
| Salon                     | 272 (2013)     | –          | – Einw./km²        | 24380        | 24518      |
| Vergt                     | 1625 (2013)    | –          | – Einw./km²        | 24380        | 24571      |
| Veyrines-de-Vergt         | 254 (2013)     | –          | – Einw./km²        | 24380        | 24576      |

## Bevölkerungsentwicklung
| 1962 | 1968 | 1975 | 1982 | 1990 | 1999 |
| ---- | ---- | ---- | ---- | ---- | ---- |
| 4782 | 5106 | 4933 | 5025 | 5249 | 5648 |